# Amphistomus trispiculatus
Amphistomus trispiculatus là một loài bọ cánh cứng trong họ Bọ hung (Scarabaeidae).